# Educación expandida

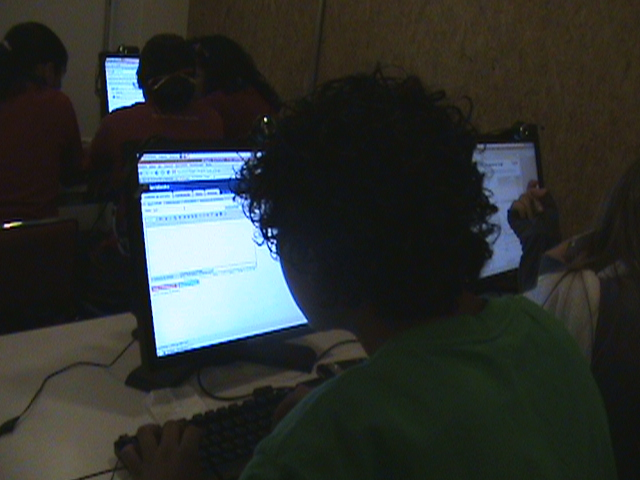
Educación expandida

El término educación expandida se refiere a una modalidad educativa que combina elementos propios de la educación formal, la enseñanza informal y el uso de las nuevas tecnologías de manera que apuesta por un aprendizaje permanente.Internet permite que la información se pueda extraer y citar de múltiples fuentes, además, las herramientas colaborativas posibilitan que cada persona construya un itinerario formativo a medida, que responda a sus intereses y aptitudes. La premisa sobre la que se basa esta modalidad es que el aprendizaje, la educación, puede generarse en cualquier momento, en cualquier lugar, dentro y fuera de las paredes de las instituciones educativas. El aula ha dejado de ser el espacio exclusivo de distribución y adquisición de conocimientos donde el docente era el poseedor de los saberes que el alumno debía conocer. Internet ha penetrado las paredes escolares y ha invertido la asimetría educativa. La educación no está centrada en las motivaciones del docente de enseñar sino en las motivaciones de los alumnos en aprender. 
Esta modalidad educativa, por tanto, está centrada en la motivación de la persona que aprende, con el apoyo de las tecnologías de la información y la comunicación que, utilizadas con propósitos pedagógicos, permiten que los estudiantes puedan ajustar las propuestas de enseñanza a sus propias necesidades, facilitando el aprendizaje autónomo, la experimentación y la investigación.
El alumno deja de ser un consumidor pasivo de contenidos, para asumir un rol activo, un protagonista activo que participa, crea, comenta, comparte, un prosumidor.

## Término
Se pueden buscar los orígenes del término educación expandida en la llamada educomunicación (media literacy) y prácticas semejantes que han recibido el nombre de educación mediática, edupunk, aprendizaje invisible y p2dagogy). Todos estos antecedentes, en diversa medida, tienen como factor común el hecho de referir a prácticas, ideas o metodologías educativas que se producen "fuera de lugar".

La educación antes denominada informal juega un papel esencial en la vida de las personas. Así gran parte de los conocimientos y capacidades no se obtienen en un aula ni se cuenta con un título que lo acredite. De la constatación de esa realidad nace el concepto de educación expandida: la educación ya sucede, sobre todo, fuera de  las instituciones educativas y de los procesos educativos formales. El concepto de Educación expandida se encuentra estrechamente vinculado a la noción de aprendizaje ubicuo, introducida por Nicholas Burbules. De acuerdo con Burbules, el aprendizaje ubicuo permitirá 
hacer que el proceso de aprendizaje sea una experiencia más distribuida en el tiempo y el espacio. (...) El aprendizaje ubicuo tiene muchas implicancias en cuanto a cómo aprendemos, por qué aprendemos y dónde aprendemos. 